# 历市镇
历市镇，是中华人民共和国江西省赣州市定南县下辖的一个乡镇级行政单位。

## 行政区划
历市镇下辖以下地区：
城东社区、城南社区、城西社区、城北社区、龙神湖社区、龙亭路社区、工业大道社区、大世界社区、汶岭村、修建村、文昌村、樟田村、杨梅村、和顺村、良富村、桥水村、泮贤村、龙下村、竹园村、油潭村、赤岭村、富田村、金鸡村、太公村、蕉坑村、长桥村、下庄村、井坑村、恩荣村、中砂村、历市村、磔上村、太阳村、中镇村、嶂下村、车步村、上坑村、赤水村和黄沙村。

## 交通
- 京九铁路：定南站